# DJ Set (Gabry Ponte)
DJ Set è una raccolta di remix realizzati dal disc jockey italiano Gabry Ponte, pubblicata nel 2005 dall'etichetta discografica Universal Records.

## Tracce
1. Depends on you (pontegabry)
2. Destroy rock & roll (mylo)
3. The creeps (freaks)
4. Closer to me (chab)
5. From Paris to Berlin (infernal)
6. Feel nobody (jeysharam)
7. Heartbeat (Alan Braxe remix) (annie)
8. I like the way (bodyrockersthe)
9. The drill (drill)
10. Ordinary life (Gabry Ponte remix) (liquido)
11. Somebody told me (king unique mix) (killersthe)
12. Anthouse (Tommy Vee)
13. For you (disco boysthe)
14. The world is mine (clamaran dub) guettadavid)
15. Geht's noch? (veloce feroce) (uomo suono)
16. Up and down (mottagianluca)
17. Rocker (Eric Prydz remix) (alter ego)
18. Musik (Prezioso)
19. Red code (molinaroroberto)
20. Funkytime (picottomauro)
21. Wellfare. i wanna tanz (d'agostinogigi)
22. Running up (club concept) (molinaro & provenzano)
23. Be my girl (mash)
24. Sin pararse (Gabry Ponte remix) (ye man)